# Torre dei venti (Bergamo)
La Torre dei venti di Bergamo è una torre costruita sullo svincolo dell'uscita dell'Autostrada A4, dal 5 marzo 2010 dichiarata bene di interesse storico artistico e culturale con decreto del Ministero per i Beni e le attività Culturali e quindi sottoposta a tutela.

## Storia
Progettata dall'architetto Alziro Bergonzo con un costo preventivato di £ 36.000 e destinata originariamente ad accogliere un presidio della Polizia stradale. L'architetto aveva già collaborato con la città per la realizzazione del monumentale Palazzo della Libertà.
La tradizione racconta che la torre fu costruita quale risarcimento alla città orobica per il torto subito nel 1878 quando venne esclusa dal tratto ferroviario che collegava Milano a Venezia passando per Treviglio.

## Descrizione
La torre è un alto edificio in laterizio a pianta esagonale rivestito di klinker, sormontato da una cuspide tronco-conica. 

Ogni facciata è mossa da una fila verticale di otto feritoie quadrate, mentre alla sommità sono collocati sei pannelli in cotto dello scultore soresinese Leone Lodi. 
L'interno, oltre il piano terra che è adibito a deposito, è completamente vuoto.
Nelle intenzioni dell’architetto la torre simboleggia il faro del progresso che dalla città si affaccia sulla distesa della pianura lombarda, proprio attraverso le nuove comunicazioni stradali, mentre i bassorilievi sulle sei facciate, recano i simboli delle città collegate dall'autostrada.
L'originale collocazione prospettica del monumento è purtroppo alterata nel suo effetto monumentale dalle necessarie modifiche dei raccordi dell'autostrada.
Il 23 maggio 2019 è stata riattivata l’illuminazione delle due scritte bianche BERGAMO che erano state poste negli anni '60  sulla sua sommità.